# Iwan Kiriczenko
Iwan Fiodorowicz Kiriczenko (ros. Иван Фёдорович Кириченко, ur. 9 stycznia?/22 stycznia 1902 w Czerkasach, zm. 23 września 1981 w Moskwie) – radziecki dowódca wojskowy, generał porucznik wojsk pancernych, Bohater Związku Radzieckiego (1945).

## Życiorys
Urodził się w ukraińskiej rodzinie chłopskiej. Po ukończeniu szkoły podstawowej został uczniem i pracownikiem drukarni, od sierpnia 1919 służył w Armii Czerwonej, w marcu 1920 został dowódcą oddziału, walczył na Froncie Południowym wojny domowej w Rosji przeciw oddziałom Denikina i Wrangla. W 1923 ukończył kursy wojskowe w Odessie, a w 1925 13 Szkołę Piechoty w Odessie, od sierpnia 1925 do października 1930 był dowódcą plutonu, p.o. dowódcą i dowódcą kompanii i pomocnikiem dowódcy kompanii ds. politycznych w Żytomierzu, od 1927 należał do WKP(b). W 1930 ukończył wojskowe kursy polityczne w Kijowie, a w 1932 i 1935 kursy doskonalenia kadry dowódczej wojsk pancernych w Leningradzie, w 1932 został dowódcą kompanii czołgów, następnie szefem sztabu batalionu i dowódcą batalionu w 44 Dywizji Piechoty w Ukraińskim Okręgu Wojskowym. W styczniu 1938 został komenderowany służbowo do Mongolii, w 1939 brał udział w bitwie nad Chałchin-Goł, w lipcu 1940 został zastępcą dowódcy 22 pułku czołgów 11 Dywizji Pancernej 2 Korpusu Zmechanizowanego w Odeskim Okręgu Wojskowym. Od czerwca 1941 uczestniczył w wojnie z Niemcami, walczył w składzie 9 i 12 Armii Frontu Południowego, m.in. na terytorium Mołdawii, we wrześniu 1941 objął dowództwo 9 Brygady Piechoty na Froncie Zachodnim, na czele której brał udział w obronie Kaługi, Małojarosławca, Naro-Fominska i (na początku 1942) Moskwy.
W listopadzie 1942 został zastępcą dowódcy 2 Gwardyjskiego Korpusu Zmechanizowanego, biorąc udział w bitwie pod Stalingradem, w tym w okrążeniu armii Paulusa, 2 marca 1943 objął dowództwo 29 Korpusu Pancernego, latem 1943 w składzie 5 Gwardyjskiej Armii Pancernej walczył w bitwie pod Kurskiem, później w bitwach Frontu Stepowego/2 Frontu Ukraińskiego, m.in. w wyzwalaniu Znamjanki i operacji kirowohradzkiej (styczeń 1944). 7 czerwca 1943 otrzymał stopień generała majora wojsk pancernych, a 18 lutego 1944 generała porucznika wojsk pancernych. W lutym 1944 uczestniczył w operacji korsuń-szewczenkowskiej, a w marcu-kwietniu 1944 operacji humańsko-botoszańskiej, opanowując m.in. Humań i Soroki, w czerwcu 1944 został zastępcą dowódcy 5 Gwardyjskiej Armii Pancernej na 1 Froncie Nadbałtyckim, biorąc udział w operacji białoruskiej i nadbałtyckiej, w styczniu 1945 został dowódcą 9 Korpusu Pancernego 33 Armii na 1 Froncie Białoruskim. Dowodził tym korpusem podczas operacji wiślańsko-odrzańskiej, pomorskiej i berlińskiej, w tym w operacji warszawsko-poznańskiej, podczas których dowodzony przez niego korpus brał udział w wyzwalaniu Radomia, Łodzi, Kalisza, Sulechowa i forsowaniu Odry. W 1948 ukończył Wyższą Akademię Wojskową im. Woroszyłowa i został dowódcą wojsk pancernych i zmechanizowanych w Północnej Grupie Wojsk stacjonującej w Polsce, a w maju 1950 dowódcą wojsk pancernych i zmechanizowanych w Moskiewskim Okręgu Wojskowym, od stycznia 1954 do grudnia 1956 był pomocnikiem dowódcy Moskiewskiego Okręgu Wojskowego. W grudniu 1956 został odkomenderowany służbowo do Chin jako starszy doradca wojskowy dowódcy wojsk pancernych i zmechanizowanych Chińskiej Armii Ludowo-Wyzwoleńczej, od marca do grudnia 1959 był starszym grupy specjalistów ds. techniki pancernej w Chinach, następnie zakończył służbę wojskową. Został pochowany na Cmentarzu Wwiedieńskim.

## Odznaczenia
- Złota Gwiazda Bohatera Związku Radzieckiego (6 kwietnia 1945)
- Order Lenina (czterokrotnie)
- Order Czerwonego Sztandaru (trzykrotnie)
- Order Suworowa II klasy (dwukrotnie)
- Order Wojny Ojczyźnianej I klasy
- Medal „Za obronę Moskwy”
- Medal „Za zwycięstwo nad Niemcami w Wielkiej Wojnie Ojczyźnianej 1941–1945”
- Medal „Za wyzwolenie Warszawy”
- Medal „Za zdobycie Berlina”
- Medal „Weteran Sił Zbrojnych ZSRR”
- Order Czerwonego Sztandaru (Mongolska Republika Ludowa, 1939)
- Komandor Legii Zasługi (USA, 1944)